# Regina (voornaam)
Regina is een meisjesnaam.
Er zijn verschillende mogelijke herleidingen van de voornaam Regina:
- Latijn: koningin
- Germaans regin, met de betekenis "raad"
- Keltisch: „Rigani“, bijnaam van de godin Rosmerta

De naam komt veel voor in Slavische landen.

## Varianten
- Raissa (Russisch)
- Regine (Duits)
- Régine (Frans)
- Reine (Frans)
- Gina (Italiaans)
- Regina (Pools)
- Gini